# نخل‌های سه‌شاخ
نخل‌های سه‌شاخ (نام علمی: Trithrinax) نام یک سرده از خانواده نخل است.